# Heksenlijst Vlaanderen

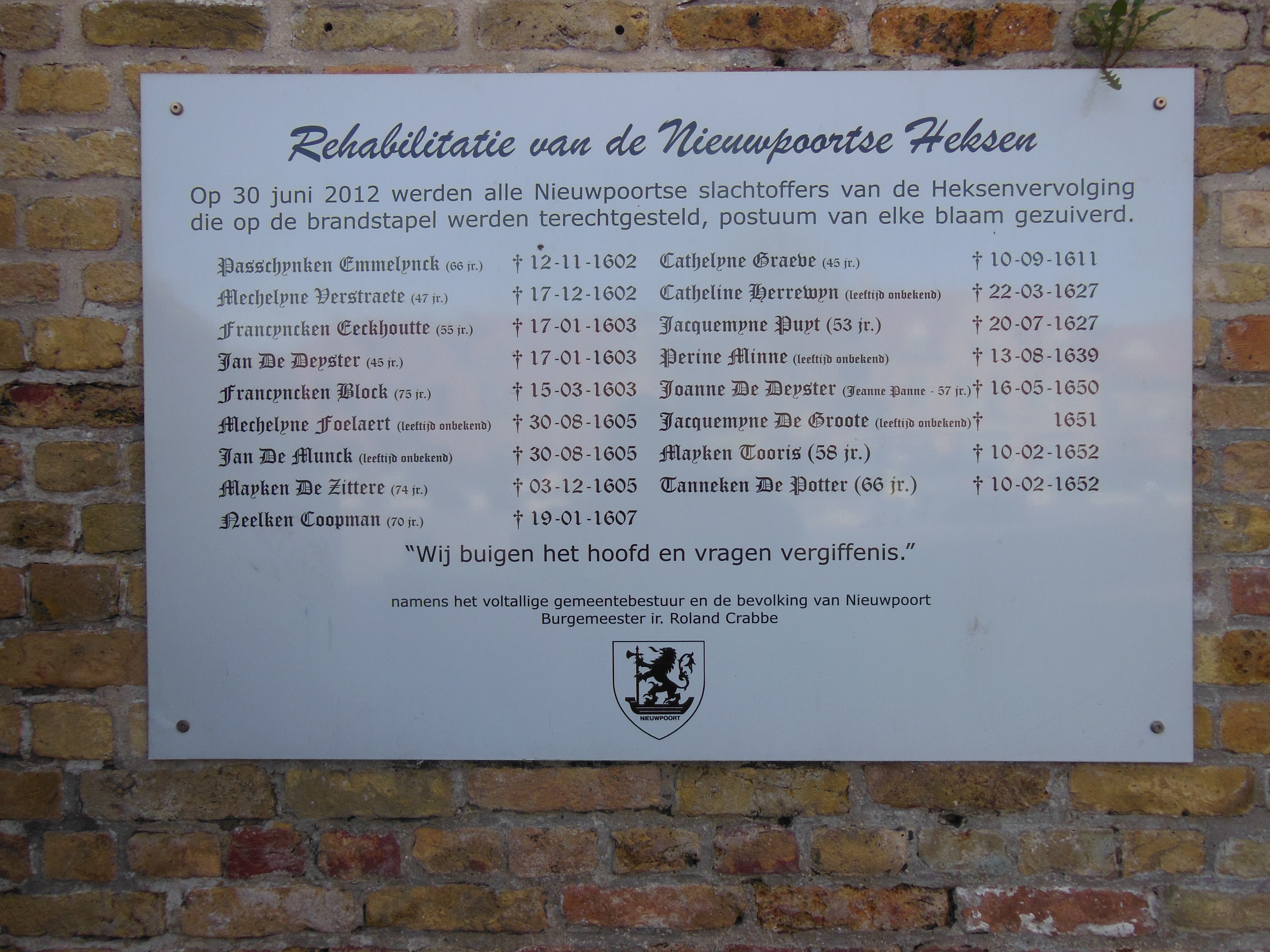
Rehabilitatie van heksen in Nieuwpoort

Deze heksenlijst Vlaanderen somt de in het graafschap Vlaanderen ter dood gebrachte vrouwen en mannen op die verdacht werden van hekserij. Tussen haakjes staat de plaats van terechtstelling en het jaar van executie.
In sommige steden werden geen of weinig heksen terechtgesteld, in andere veel: Diksmuide (37), Veurne (35), Brugge (24), Nieuwpoort (21), Gent (18), Ieper (12).

## Namen
- Margriete Achtels (Brugge 1468)
- Mechelyne Bataille (Ieper 1597)
- Mayken Bazyn (Veurne 1615)
- Tanneken Berguier (Veurne 1615)
- Jakemyne Bisschop (Ieper 1598?)
- Bette Blaere (Veurne 1616)
- Franchyne Blockx (Nieuwpoort 1603)
- Martin Bogaerd (Oudenburg 1538)
- Hendrik Buen (Voormezele 1597)
- Anna Buys (Gent 1601)
- Elisabeth Callebouts (Liedekerke 1595)
- Janne Callens (Laarne 1607)
- Josyne Celis (Laarne 1607)
- Marie Chier (Veurne 1603)
- Mechlyne Claysseune (Veurne 1605)
- Joosyne Coolen (Veurne 1601)
- Amplonië Coopman (Brugge 1532)
- Pierine Coopmans (Kortemark 1610)
- Neele Coopmans (Nieuwpoort 1607)
- Jaene Cortemerck (Hondschoote 1611)
- Jehanne Couvel (Brugge 1612)
- Barbel Cruucke (Gent 1601)
- Thanne Cueninckx (Gent 1601)
- Catherina Cursse (Assenede 1599)
- Lynken Danens (Gent 1601)
- Pieryne Danneels (Nevele 1624)
- Jacqueline Davits (Veurne 1605)
- Elisabeth de Bode (Heestert 1659)
- Anna de Clercq (Menen 1597)
- Barbele de Cock (Brugse Vrije 1634)
- Jacquemyne de Cots (Hondschoote 1605)
- Catharina de Craene (Heestert 1667)
- Jan de Deyster (Nieuwpoort 1603)
- Mayken de Duutsche (Veurne 1614)
- Cathelyne de Graeve (Nieuwpoort 1611)
- Jacquernine de Groote (Nieuwpoort 1652 ?)
- Elisabeth de Grutere (Gent 1604)
- Peronne de la Mere (Veurne 1600)
- Janneken de la Salle (Veurne 1614)
- Lyne de Keysere (Diksmuide 1596)
- Pierijne de Man (Ingelmunster 1607)
- Jan de Munck (Nieuwpoort 1605)
- Tanneken de Potter (Nieuwpoort 1652)
- Janne de Reuse (Menen 1608)
- Jeanne de Rijcke (Wortegem Anzegem 1603)
- Marie de Ros (Menen 1610)
- Maeyken de Smet Olsene 1661)
- Clara de Vos (Nokere 1634)
- Jan de Vyldere (Aalst, tussen sept.1588 en sept.1596)
- Maillaert de Vynck (Veurne 1605)
- Maryncken de Waele (Veurne 1628)
- Maye de Waele (Veurne 1615)
- Pauwels de Waele (Veurne 1600)
- Prontken de Witte (Ieper 1606)
- Jehenne Derue (Veurne 1628)
- Antoinette Descheemaeker (Moen 1660 ?)
- Mayken de Zitter (Nieuwpoort 1605)
- Pieter Dhondt (Machelen 1660)
- Calle d'Oosterlinck (Diksmuide 1596)
- Jeannette du Bois (Menen 1610)
- Katheryne Duerincx (Sint-Niklaas 1538)
- Marion du Quesne (Boelare 1608)
- Francine Eeckhoute (Nieuwpoort 1603)
- Passchynken Emmelynck (Nieuwpoort 1602)
- Mechlyne Foelaert Barts (Nieuwpoort 1605)
- Gevaert (Oudenaarde 1618)
- Pieter Gheldolf (Mesen 1660)
- Peronne, echtg. Carel Gomare (Soeverein baljuw 1598?)
- Cathelyne Graeve (Nieuwpoort 1611)
- Caerle Hebben (Veurne 1615)
- Marie Hermans (Wakken 1603)
- Cathelyne Herrewyn (Nieuwpoort 1627)
- Beele Holvoet (Kortrijk 1606)
- Catheline Ide (Brugge 1634)
- Lievine Ingelbreght (Oostende 1605)
- Ingels (Veurne 1605)
- Guiselyne Isenbrant ( Ieper 1664)
- Margriete Janssche (Veurne 1600)
- Agatha, echtg. Jacob Janssens (Gent 1601)
- Fronchoise Jouvenceau (Brugge 1605)
- Mayken Karrebrouck (Brugge 1634)
- Christine Kindt (Harelbeke 1603)
- Joosynne Labyns (Heestert 1664)
- Jeanne Lanneau (Helkijn 1631)
- Lisbetken Lansseloot (Veurne 1599)
- Symoen Lauwers (Diksmuide 1468)
- Magdalene Ledau (Brugge 1596)
- Jaqueminken Leleu (Veurne 1632)
- Cathelijne Lorteau (Ieper 1644)
- Mayken Luucx (Brugge 1634)
- Gilis Maes (Liedekerke 1595)
- Betken Mallegheer (Veurne 1601)
- Margriete Marel (Hondschoote 1596)
- Anthonyne Masseme (Eeklo 1536-1538)
- Perinne Minne (Nieuwpoort 1639)
- Pieter Mormentyn (Veurne 1603)
- Lievine Morreeuws (Veurne 1589)
- Jacquemine Motte (Brugge 1468)
- Passchijne Neyts (Laarne 1607)
- Gillis Ognies (Kruishoutem 1651)
- Janneken Paesschyn (Veurne 1602)
- Jeanne Panne (Nieuwpoort 1650)
- Peronne, echtg. Gomar (Ieper 1598?)
- Anna Persoons (Geraardsbergen 1608)
- Elisabeth (De) Pot (Aspelare 1595)
- Jacquemyne Puyt (Nieuwpoort 1627)
- Isabel Rogiers (Menen 1610)
- Josyne Salens (Wakken 1602)
- Jenne Sbleissers (Dendermonde 1595)
- Willemyne Scheelluwaert (Veurne 1599)
- Tanneke Sconyncx (Tielt 1603)
- Anna Scoorcx (Dendermonde 1603)
- Thaene Shaezens (Diksmuide 1596)
- Janne Slaender (Nazareth 1609)
- Willemyne Smayaerts (Gent 1601)
- Catheline Smeets (Brugge 1459-1460)
- Mathys Stoop (Asper-Zingem 1657)
- Omaer Stootens (Veurne 1567)
- Cathelyne Straye (Brugge 1596)
- Cathelyne Strubbe (Hondschote 1660)
- Barbel Sturtewaghen (Gent 1601)
- Willemyne Sveermans (Laarne 1607)
- Catherina Tancré (Gent 1603)
- Mayken Tooris (Nieuwpoort 1652)
- Joannes Tortelboom (Gent 1628)
- Vegheryne van Beddelem (Poperinge 1651)
- Cornelia van Beverwyck (Gent 1598)
- Lynken van Brugghe (Hondschote 1596)
- Syntken van Crombrugghe (Gent 1642)
- Maeyken van Cuetsenroeye (Uitbergen Overmere 1607)
- Paeschier van Daele (Veurne 1597)
- Margriete vande Caloene (Veurne 1603)
- Joosyne van de Kerckhove (Kalken 1607)
- Nane van de Weghe (Gent 1599)
- Cathelyne van den Bulcke (Lier 1590)
- Josyne van der Straten (Dendermonde 1604)
- Jan van Drooghenbroeck (Liedekerke 1595)
- Francyne van Eeckhoutte (Nieuwpoort 1603)
- Victor van Eertbrugghe (Veurne 1603)
- Margriete van Elslande (Kortrijk 1604)
- Goolken van Ghistele (of Van Hille) (Brugse Vrije 1596)
- Marie van Ginderdeure (Aalst 1601-1602)
- Jennette van Hende (Ieper 1602)
- Annekin van Laere (Gent 1534)
- Anthonyne van Masseme (Eeklo 1538)
- Tanneken van Meldere (Gent 1608)
- Maye van Pubroeck (Kortrijk 1604)
- Anne van Schoonmeers (Veurne 1614)
- Jan van Steene (Stekene 1637)
- Olivier van Tyssenacke (Oudenaarde 1554)
- Martha van Wetteren (Belsele 1684)
- Maye van Zevecote (Diksmuide 1468)
- Catelijne Verbauwen (Brugse Vrije 1611)
- Mayken Verbolle (Veurne 1603)
- Joryne Verdonck (Brugse Vrije 1619)
- Cathelyne Verpoort (Brugge 1634)
- Joos Verpraet (Olsene 1661)
- Jehenne Verslype (Ieper 1602)
- Mechlyne Verstraete (Nieuwpoort 1602)
- Jan Vindevogele (Ooike 1652)
- Elisabeth Vlamyncx (Gent 1595)
- Janneken Weyns (Brugge 1609)
- Nele Wijts (Brugge 1468)
- Jacquemine Willems (Rupelmonde 1590)
- Gheleyn Wouters (Brugge 1532)
- David Wydoo (Veurne 1593)
- Lievine Zeghers (Veurne 1603)
- Mayken Zitters (Nieuwpoort 1605)
- Anthonine Zoete Haecx (Gent 1601)
- Anna Goossens (Ninove 1595)
- Elisabeth Vlamyncx (Ninove - sterft op brandstapel in Gent 23 dec 1595)
- Elisabeth Van Steenstraete (Ninove 1595)
- Marguerite Suenens (Aspelare - ondervraagd in Ninove en Gent - geen spoor van afloop)

## Namen (nog) niet gekend
- Waalse vrouw (Ieper 1593)
- dochter van de Waalse vrouw (Ieper 1593)
- moeder van de Waalse vrouw (Ieper 1593)
- vijf vrouwen (onder de garnizoenen) in Brugge (1596)